# Stiftung Universitätsmedizin Aachen
Die Stiftung Universitätsmedizin Aachen ist eine gemeinnützige Stiftung. Sie wurde am 10. Dezember 2015 errichtet und hat sich zum Ziel gesetzt, nachhaltig finanzielle Mittel für die Universitätsmedizin in Aachen zu sichern. Ihre drei Kernbereiche sind Krankenversorgung, Lehre und Forschung.
Den Grundstock für die Stiftung haben Professoren der Medizinischen Fakultät der RWTH Aachen und dem angeschlossenen Uniklinikum Aachen durch einen persönlichen finanziellen Beitrag gelegt. Ihre Gründung feierte die Stiftung mit einer Spendengala im November 2015 im Krönungssaal des Rathauses Stadt Aachen.

## Leitung
Die Stiftung besteht aus Vorstand, Kuratorium, Beirat und Geschäftsführung. Vorsitzender des Stiftungsvorstands ist Joachim Windolf, Ärztlicher Direktor der Uniklinik RWTH Aachen. Ergänzt wird der Vorstand durch Eibo Krahmer (Kaufmännischer Direktor der Uniklinik RWTH Aachen) und Stefan Uhlig (Dekan der Medizinischen Fakultät der RWTH Aachen). Aufgabe des Kuratoriums ist es, tatkräftig die Interessen der Stiftung zu vertreten. Der Beirat, der Vorstand und Kuratorium bei allen wichtigen Schritten und Entscheidungen fachlich begleitet und berät, umfasst neun Mitglieder aus Politik, Gesellschaft, Wissenschaft und Kultur. Geschäftsführer der Stiftung ist Mathias Brandstädter.

## Ziele
„Gemeinsam Gesundheit fördern – über die medizinischen Grundbedürfnisse hinaus“ lautet der Leitsatz der Stiftung. Sie soll der Uniklinik RWTH Aachen die Möglichkeit geben, durch privates Engagement die Lücke zwischen den zu bewältigenden Anforderungen und Aufgaben und der Höhe der zur Verfügung stehenden staatlichen Mittel zu schließen und eine größere Flexibilität zu schaffen.

## Förderprojekte
Die von der Stiftung geförderten Projekte ergeben sich aus den drei Kernbereichen Krankenversorgung, Lehre und Forschung.
Im Bereich der Forschung legt die Stiftung den Fokus auf das Thema „Medizin 4.0“. Sie fördert die klinische Anwendung ingenieurwissenschaftlichen Know-hows aus den Bereichen Medizintechnik, Computational Biomedicine und Mechanobiologie.
Innerhalb der Lehre unterstützt die Stiftung die Uniklinik RWTH Aachen dabei, den ärztlichen Nachwuchs in der Region und die Weiterbildung zum Facharzt in sämtlichen Fachrichtungen zu sichern. So wurde beispielsweise das Skills Lab AIXTRA mit der Anschaffung eines Sonografie-Simulators unterstützt.
Im Bereich der Krankenversorgung soll eine umfassende Versorgung des Patienten ermöglicht und nachhaltig sichergestellt werden. Angefangen bei der Betreuung von Kindern krebskranker Eltern im Projekt Brückenschlag, das 2015 mit dem Gesundheitspreis vom Gesundheitsministerium NRW ausgezeichnet wurde, über das Zentrum für Seltene Erkrankungen Aachen bis hin zu speziellen Versorgungsangeboten für Kinder mit Ess- und Zwangsstörungen fördert die Stiftung verschiedene Projekte in dem Bereich.